# GOLDEN☆BEST 松田樹利亜 -EARLY YEARS-
『GOLDEN☆BEST 松田樹利亜 -EARLY YEARS-』（ゴールデンベスト・まつだじゅりあ・アーリー・イヤーズ）は松田樹利亜の5枚目のベスト・アルバム。

## 概要
ハミングバードレコードからワーナーミュージック・ジャパンまでの在籍時のシングル表題曲及び一部カップリングを収録。GOLDEN☆BESTの一つとしてリリースされた。

## 収録曲
1. 抱きしめても止まらない
作詞：田村直美　作曲：Joey Carbone・Jeff Carruthers・Mike Egizi　編曲：須貝幸生・横関敦
2. だまってないで
作詞：松田樹利亜　作曲：石川寛門　編曲：須貝幸生・神長弘一
3. FOREVER DREAM
作詞：田村直美　作曲：Joey Carbone・Dennis Belfield　編曲：須貝幸生・神長弘一
4. 千のナイフ、千の瞳
作詞：松田樹利亜・みかみ麗緒　作曲：石川寛門　編曲：須貝幸生・神長弘一
5. マイ・フレンド
作詞：松田樹利亜　作曲：Joey Carbone　編曲：須貝幸生・神長弘一
6. Rain
作詞：松田樹利亜・みかみ麗緒　作曲：Joey Carbone・Dennis Belfield　編曲：須貝幸生・神長弘一
7. 負けないBroken Heart
作詞：松田樹利亜・みかみ麗緒　作曲：大内義昭　編曲：須貝幸生・神長弘一
8. 生まれたままの輝きみたい
作詞：田村直美　作曲：石川寛門　編曲：須貝幸生・神長弘一
9. 本日快晴
作詞：松田樹利亜　作曲：石川寛門　編曲：須貝幸生・神長弘一
10. Underground Train
作詞：松田樹利亜　作曲：Joey Carbone・Dennis Belfield　編曲：須貝幸生・神長弘一
11. Fly So High
作詞：みかみ麗緒　作曲：仁科かおり　編曲：神長弘一・須貝幸生
12. 月下美人
作詞：松田樹利亜　作曲：Joey Carbone・Dennis Belfield　編曲：須貝幸生・神長弘一
13. I WANT YOU
作詞：LISAGO　作曲：田村直美・石川寛門　編曲：月光恵亮・鷹羽仁
14. 倖せになろう
作詞：LISAGO　作曲：松田樹利亜・月光恵亮　編曲：神長弘一・鷹羽仁
15. この世界のどこかで
作詞：吉江阿季　作曲：松田樹利亜・月光恵亮　編曲：月光恵亮・神長弘一・鷹羽仁
16. ちゃっかり
作詞：室井美樹　作曲：松田樹利亜・月光恵亮　編曲：月光恵亮・神長弘一・鷹羽仁

## レコーディング参加
- 神長弘一 - ギター
- 横関敦 - ギター
- 坂井紀雄 - ベース
- 須貝幸生 - ベース
- 山田亘（FENCE OF DEFENSE） - ドラム
- 鷹羽仁（クレイジーケンバンド） - キーボード
- 前野知常 - キーボード
- 仁科かおり - コーラス
- LISAGO - コーラス